# Dischidia oxyphylla
Dischidia oxyphylla är en oleanderväxtart som beskrevs av Friedrich Anton Wilhelm Miquel. Dischidia oxyphylla ingår i släktet Dischidia och familjen oleanderväxter. Inga underarter finns listade i Catalogue of Life.